# ソルヴァイク・ペデルセン
ソルヴァイク・ペデルセン（Solveig Pedersen、1965年9月6日 - ）は、ノルウェー、ヴェスト・アグデル県クリスチャンサン出身の元クロスカントリースキー選手。1980年代から1990年代にかけて国際大会で活躍した。

## プロフィール
1986年にクロスカントリースキー・ワールドカップデビュー、20kmで9位となった。
1991年ノルディックスキー世界選手権では5km8位、15km4位、リレー銅メダル。1992年アルベールビルオリンピックでは15km20位、パシュート15位、5km8位、リレーで銀メダルを獲得した。